# Трубный (Луганская область)
Трубный (укр. Трубний) — посёлок, относится к Краснолучскому городскому совету Луганской области Украины. Де-факто с 2014 года населённый пункт контролируется самопровозглашённой Луганской Народной Республикой.

## География
Посёлок расположен на реке Миусике и Яновском водохранилище, в западных окрестностях города Вахрушева. Соседние населённые пункты: посёлки Красный Кут и Грушёвое (оба выше по течению Миусика) на севере, Садово-Хрустальненский на юго-западе, Фащевка и Индустрия на северо-западе.

## Общие сведения
Занимает площадь 0,38 км². Почтовый индекс — 94565. Телефонный код — 6432.

## Население
Население по переписи 2001 года составляло 15 человек.

## Местный совет
94560, Луганская область, Краснолучский горсовет, г. Вахрушево, ул. Калинина, д. 38.